# Ali Khan (Cricketspieler, 1990)
Muhammad Ahsan Ali Khan (Urdu محمد احسن علی خان; * 13. Dezember 1990 in Attock, Pakistan) ist ein pakistanischer Cricketspieler, der seit 2016 für die Nationalmannschaft der Vereinigten Staaten spielt.

## Kindheit und Ausbildung
Aufgewachsen in Pakistan zog er mit 18 Jahren mit seinen Eltern nach Ohio.

## Aktive Karriere
Khan spielte in mehreren privaten Twenty20-Ligen in den USA, bevor er bei einem Trial der ICC America im September 2015 entdeckt wurde. Daraufhin spielte er für diese bei der Nagico Super50 2015/16 in den West Indies. Auch wurde er bei der Caribbean Premier League 2016 für die Guyana Amazon Warriors verpflichtet. Erstmals wurde er für die Vereinigten Staaten er bei der ICC World Cricket League Division Four 2016 berufen, jedoch verletzte er sich und konnte in den folgenden zwei Jahren nur eingeschränkt spielen. Sein ODI-Debüt erfolgte im April 2019 bei der ICC World Cricket League Division Two 2019 gegen Papua-Neuguinea. Im September 2020 wurde er dann für die Indian Premier League 2020 als Ersatz für den verletzten Harry Gurney bei den Kolkata Knight Riders unter Vertrag genommen, jedoch erlitt er bei dem Turnier eine Bauchmuskelverletzung. Im November 2021 bestritt er bei der Amerika-Qualifikation für die nächste Twenty20-Weltmeisterschaft sein erstes Twenty20 für die Nationalmannschaft gegen Panama. Bei einem heimischen Drei-Nationen-Turnier im Juni 2022 konnte er gegen den Oman 5 Wickets für 20 Runs erzielen und gegen Nepal drei weitere Wickets (3/32). Kurz darauf brach er sich den Arm und musste längere Zeit aussetzen. Beim ICC Cricket World Cup Qualifier Play-off 2023 erreichte er zunächst gegen Namibia (3/21) und Papua-Neuguinea (3/31) jeweils drei Wickets, bevor ihm gegen Jersey 7 Wickets für 32 Runs gelangen, wofür er als Spieler des Spiels ausgezeichnet wurde. Damit sicherte er den Verbleib der Vereinigten Staaten im Qualifikationsprozess für die kommende ODI-Weltmeisterschaft. Im Jahr darauf wurde er für den ICC Men’s T20 World Cup 2024 nominiert.